# Phyllanthus hexadactylus
Phyllanthus hexadactylus är en emblikaväxtart som beskrevs av Mcvaugh. Phyllanthus hexadactylus ingår i släktet Phyllanthus och familjen emblikaväxter. Inga underarter finns listade i Catalogue of Life.